# Тродимензионални простор
Тродиомензионални простор (скраћено 3Д простор или само 3Д) је простор, који има три димензије, или је то простор који је дефинисан са три димензије. То је геометријска поставка у којој су потребне три вредности (зване параметри) да би се одредио положај елемента (тј. тачке). Ово је неформално значење термина димензија.
У физици и математици, низ од n бројева може се разумети као локација у n-димензионалном простору. Када је n = 3, скуп свих таквих локација назива се тродимензионални еуклидски простор. Обично је представљен симболом ℝ3. Ово служи као трипараметарски модел физичког свемира (то је просторни део, са изостављеним временом) у којем постоји сва позната материја. Међутим, овај простор је само један пример велике разноликости простора у три димензије који се називају 3-многострукости. У овом класичном примеру, када се три вредности односе на мерења у различитим правцима (координатама), могу се одабрати било која три смера, под условом да вектори у тим смеровима не леже у истом 2-простору (равни). Даље, у овом случају ове три вредности могу се означити било којом комбинацијом три термина међу појмовима ширина, висина, дубина и дужина.

## У Еуклидовој геометрији

### Координатни систем
У математици, аналитичка геометрија (такође позната као катезијанска геометрија) описује сваку тачку у тродимензионалном простору помоћу три координате. Дате су три координатне осе, свака  од којиј је нормална на друге две. Оне се пресецају у координатном почетку. Оне се обично обележавају x, y, и z. У односу на ове осе, положај било које тачке у тродимензионалном простору дат је уређеним триплетом реалних бројева, при чему сваки број даје удаљеност те тачке од координатног почетка, мерену дуж дате осе, која је једнака удаљености те тачка од равни која је одређена са друге две осе.
Остале популарне методе описа локације тачке у тродимензионалном простору укључују цилиндричне координате и сферне координате, мада постоји неограничен број могућих метода. Погледајте Еуклидски простор.
Горе поменути системи су илустровани на следећим сликама.
- Декартов координатни систем
- Цилиндрични координатни систем
- Сферни координатни систем

### Линије и равни
Две различите тачке увек одређују (праву) линију. Три различите тачке су или колинеарне или одређују јединствену раван. Четири различите тачке могу бити колинеарне, копланарне или одредиђивати цео простор.
Двије различите линије могу се пресецати, бити паралелне или мимоилазеће. Две паралелне линије, или две пресецајуће линије, леже у јединственој равни, док се мимоилазеће линије не пресецају и не леже у заједничкој равни.
Две различите равни се могу састати у заједничкој линији или су паралелне (не пресецају се). Три различите равни, од којих ниједан пар није паралелан, могу се састати у заједничкој линији, састати се у јединственој заједничкој тачки или немају заједничку тачку. У последњем случају, три линије пресека сваког пара равни су међусобно паралелне.
Линија може да лежи у датој равни, пресеца дату раван у јединственој тачки или да буде паралелна са равном. У последњем случају постоје линије у равни које су паралелне са датом линијом.
Хиперраван је подпростор са једном димензијом мање од димензије целог простора. Хиперравни тродимензионалног простора су дводимензионални подпростори, односно равни. У смислу картезијанских координата, тачке хиперравни задовољавају једну линеарну једначину, те су равни у том 3-простору описане линеарним једначинама. Линија се може описати паром независних линеарних једначина, а свака представља раван, које имају ову линију као заједнички пресек.
Варигнонова теорема наводи да средње тачке било ког четвороугла у ℝ3 формирају паралелограм и стога су копланарне.

### Сфере и кугле
Сфера у торидимензионалном простору (такође звана 2-сфера јер је она дводимензионални објекат) састоји се од сета свих тачака у тродимензионалном простору на фиксном растојању r од централне тачке P. Чврста материја затворена сфером назива се лопта (или тачније 3-кугла). Запремина сфере је дата са
{\displaystyle V={\frac {4}{3}}\pi r^{3}}.
Један други тип сфере настаје из 4-лопте, чија тродимензионална површина је 3-сфера: тачке на једнакој удаљености од координатног почетка еуклидовог простора ℝ4. Ако тачка има координате, P(x, y, z, w), онда x2 + y2 + z2 + w2 = 1 карактерише те тачке на јединици 3-сфере центриране на координатном почетку.

### Политопи
У три димензије, постоји девет правилних политопа: пет конвексних Платонских полиедара и четири неконвексна Кеплер-Пуансова полиедра.
| Класа              | Платонских полиедри | Платонских полиедри | Платонских полиедри | Платонских полиедри | Платонских полиедри | Кеплер-Пуансови полиедри | Кеплер-Пуансови полиедри | Кеплер-Пуансови полиедри | Кеплер-Пуансови полиедри |
| Симетрија          |                     |                     |                     |                     |                     |                          |                          |                          |                          |
| Коксетерова група  | 3, [3,3]            | 3, [4,3]            | 3, [4,3]            | 3, [5,3]            | 3, [5,3]            | 3, [5,3]                 | 3, [5,3]                 | 3, [5,3]                 | 3, [5,3]                 |
| ------------------ | ------------------- | ------------------- | ------------------- | ------------------- | ------------------- | ------------------------ | ------------------------ | ------------------------ | ------------------------ |
| Други              | 24                  | 48                  | 48                  | 120                 | 120                 | 120                      | 120                      | 120                      | 120                      |
| Регуларни полиедар | {3,3}               | {4,3}               | {3,4}               | {5,3}               | {3,5}               | {5/2,5}                  | {5,5/2}                  | {5/2,3}                  | {3,5/2}                  |